# العشيق
العشق فيلم جزائري صدر عام 2017. الفيلم من إخراج عمار سي فضيل ، شارك في مهرجان وهران الدولي للفيلم العربي.

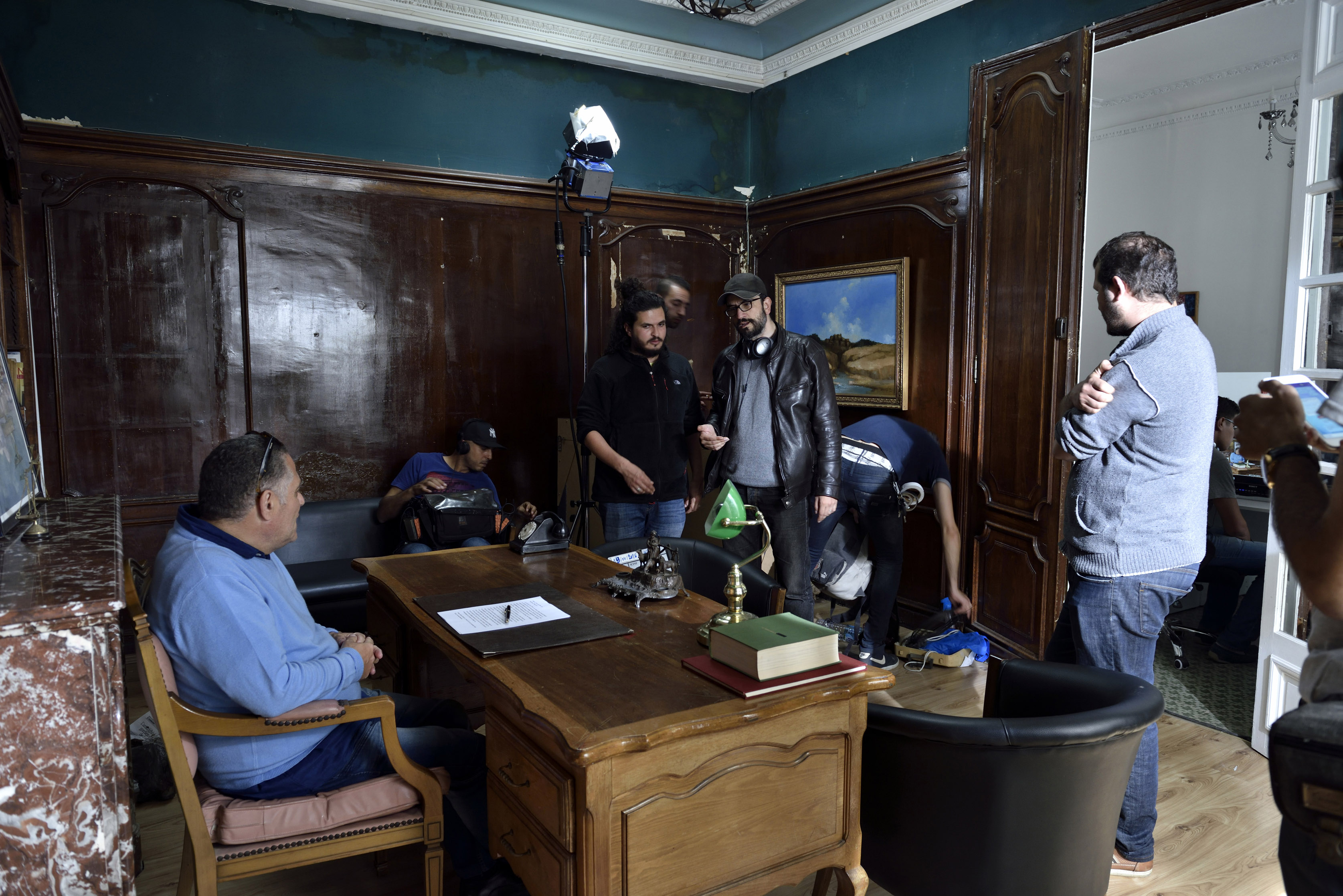
تصوير العشق

## ملخص
عام 1958 ، عشية زيارة الجنرال ديغول لقسنطينة ، تم العثور على جثة محمد صالح ، مغني شاب مشهور بالقرب من واد الرومال . يتم إجراء تحقيق مزدوج حول اغتياله. خوجة بن عبد اللطيف ، مفوض جزائري متقاعد ، و طلبت السلطات الفرنسية الكشف عن جريمة القتل الغامضة هذه. في الوقت نفسه ، يحاول نشطاء جبهة التحرير الوطني فهم أسباب هذه الجريمة المروعة.

## بطاقة تقنية
- عنوان : العشق
- انجاز : عمار سي فضيل
- مساعد مخرج : وليد بوشبة
- الإنتاج والتوزيع : المركز الجزائري لتطوير السينما
- المنتج التنفيذي : عصام برود
- مدير الإنتاج : حميد بوحرور
- التصوير : احمد تالانتيكيت
- حَشد : حسام الدين رايس
- موسيقى : Grd
- ها : أمين تجّار
- البلد الأصلي : الجزائر
- مدة : 100 دقيقة
- تاريخ الصدور : 2017
  - المشاركة الرسمية في مهرجان وهران الدولي للفيلم العربي 2017
  - ال20 mai 202120 مايو 2021 الصدور الوطني في الجزائر [3]

## توزيع
- عزيز بكروني : المفوض خوجة
- لوران جيرنيجون : القائد كوربن
- يوسف السحيري : عبيد
- ستيفان بونيه : هنري
- أميرة هيلدا دواودة : فرانسين
- محمد جوهري : سيد غيديشيلي

## المذكرات و المراجع
1. ↑  Sifodil، Amar؛ Gernigon، Laurent؛ Bonnet، Stéphane؛ Duminil، Cesar (25 فبراير 2017). El Achiq. CADC. مؤرشف من الأصل في 2023-07-03. اطلع عليه بتاريخ 2021-06-12.
2. ↑  "Événements | Africultures : 10è Festival international d'Oran du film arabe (FOFA 2017)". Africultures (بfr-FR). Archived from the original on 2023-05-22. Retrieved 2021-06-15.{{استشهاد ويب}}:  صيانة الاستشهاد: لغة غير مدعومة (link)
3. ↑  Reporters », Rédaction Digitale de « (15 May 2021). ""Heliopolis" et de "El Achiq" dans les salles dès jeudi prochain". REPORTERS ALGERIE (بfr-FR). Archived from the original on 2021-11-29. Retrieved 2021-06-15.{{استشهاد ويب}}:  صيانة الاستشهاد: لغة غير مدعومة (link)

## روابط خارجية
- Ressources relatives à l'audiovisuel :
  - Africultures
  - (en) IMDb
  - (mul) The Movie Database